# Коржауци (Ботошани)
Коржауци (рум. Corjăuți) насеље је у Румунији у округу Ботошани у општини Хилишеу-Хорија. Oпштина се налази на надморској висини од 216 m.

## Становништво
Према подацима из 2002. године у насељу је живело 579 становника, од којих су сви румунске националности.